# Great Longstone
Great Longstone es una localidad situada en el condado de Derbyshire, en Inglaterra (Reino Unido). Según el censo de 2011, tiene una población de 843 habitantes.
Está ubicada al noroeste de la región Midlands del Este, cerca de la frontera con las regiones de Midlands del Oeste, Yorkshire y Humber y Nordeste de Inglaterra, y de los montes Peninos.